# Anthurium victorii
Anthurium victorii är en kallaväxtart som beskrevs av Marcus A. Nadruz och Eduardo Luis Martins Catharino. Anthurium victorii ingår i släktet Anthurium och familjen kallaväxter. Inga underarter finns listade.